# Nordlige Slutj
Nordlige Slutj ( hviderussisk : Случ, Паўночная Случ ; litauisk: Slučė, Šiaurinė Slučė ; slovakisk: Sluč, Severní Sluč) er en flod i Hviderusland . Den har sit udspring i Minsk Voblast og løber forbi byerne Salihorsk og Slutsk og løber til sidst ud i Pripjat. Den er 228 km lang og har et afvandingsområde på 5.260 km2.